# Honda Model A

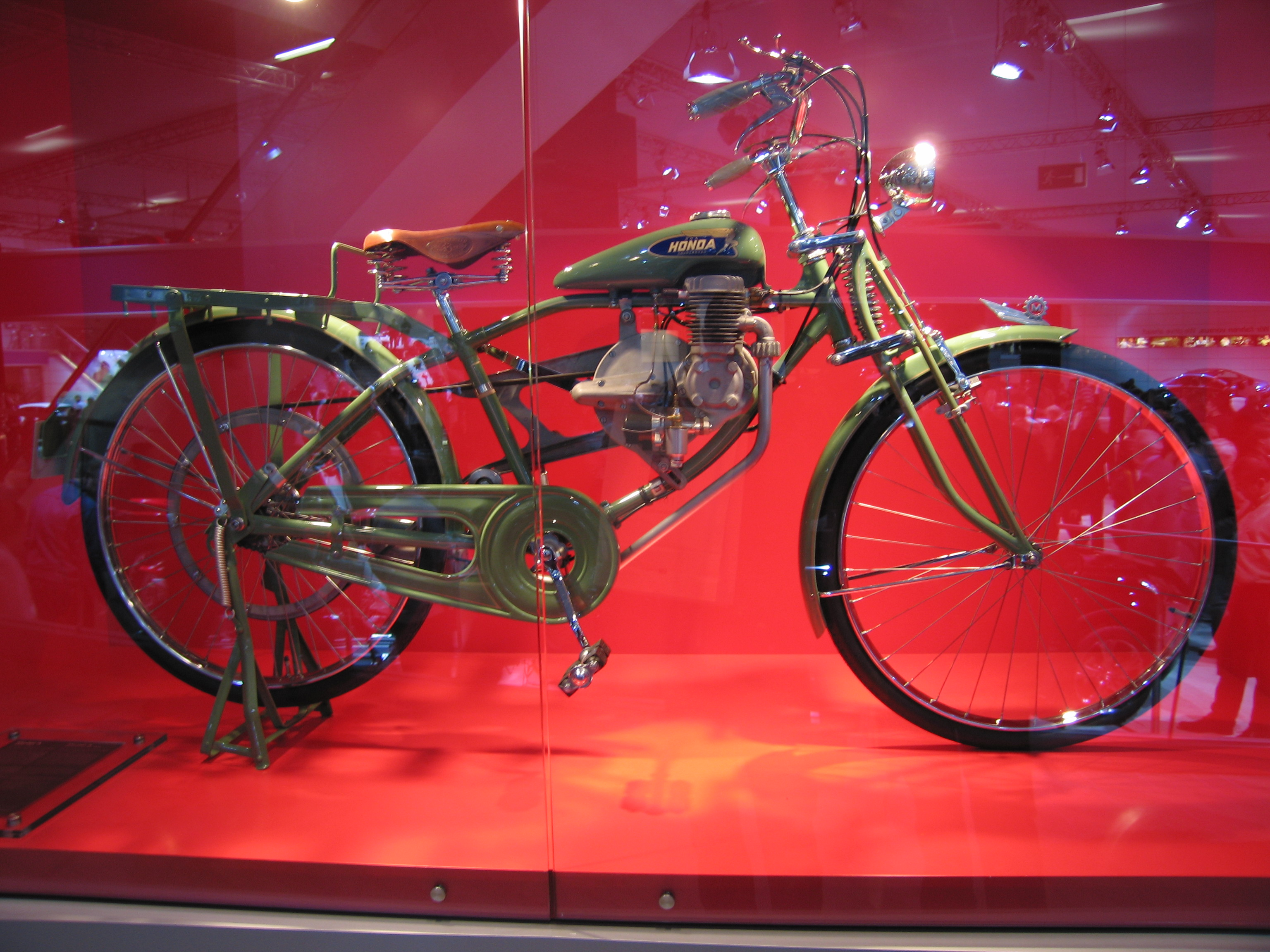
Honda Model A clip-on motor uit 1946 met het eerste logo, een gevleugelde, naakte vrouwenfiguur

Het Honda Model A was het eerste officiële product van Honda. Het was een clip-on motortje dat als hulpmotor op een fiets moest worden gemonteerd. 

## Voorgeschiedenis

### Mikuni No. 6 radiogenerator
In 1946 zag Soichiro Honda bij een vriend een 50cc-tweetaktmotortje dat door de Mikuni Shoko Corporation was gemaakt voor het Japans Keizerlijk Leger. Het was gebruikt als generator voor de No. 6 draadloze militaire radio. Honda kwam op het idee om dit motortje als aandrijfaggregaat voor een fiets te gebruiken en er een serieproductie van op te zetten. Daarvoor richtte hij in Yamashita-cho (Hamamatsu) het Honda Technical Research Institute (HTR) op in een verlaten fabriek waar nog een riemaangedreven draaibank in stond. Dat bedrijf ging zich bezighouden met de ontwikkeling van verbrandingsmotoren en werktuigmachines. Honda kocht bij fabrieken van Mikuni in Odawara en Kamata de laatste 500 No.6 generatormotortjes op en die werden de basis voor de eerste clip-on motoren, die hij met twaalf of dertien medewerkers ging maken. De blokjes werden niet zomaar gemonteerd: ze werden stuk voor stuk uit elkaar gehaald en bewerkt. Het motorblokje dreef aanvankelijk het voorwiel van de fiets aan via een rol op de band, maar die constructie moest men al snel verlaten. Door de gebrekkige kwaliteit van het rubber kort na de oorlog sleten de banden hierdoor veel te snel. Honda werkte vier dagen en nachten door om een oplossing voor het probleem te vinden. Hij plaatste de motor bij het achterwiel, in het frame en probeerde riem- en kettingaandrijving. Het blokje werd uiteindelijk aan de bovenste framebuis gemonteerd en dreef het achterwiel via een riem aan. De riemspanner was verstelbaar en werkte daardoor als een koppeling.

### The Chimney
Omdat Honda slechts 500 exemplaren van de overtollig geworden militaire voorraad van Mikuni had kunnen kopen, moest er een alternatief komen om de productie voort te kunnen zetten. Samen met ingenieur Kiyoshi Kawashima ontwikkelde hij een 50cc-tweetaktmotortje met een hoog uitstekende cilinderbus die leek op een schoorsteentje en uiteindelijk de bijnaam "Chimney" opleverde. Dit schoorsteentje was nodig omdat Honda een trapzuiger gebruikte met hoge en smalle bovenkant. Kawashima zou al tevreden zijn geweest als het bedrijf simpelweg kopieën van de Mikuni-motor was gaan maken. Ze voldeden uitstekend en leverde voldoende vermogen, maar Soichiro Honda had juist een afkeer van het kopieerwerk dat de Japanse industrie al decennia deed. Vrijwel alle Japanse motorfietsmerken maakten modellen die bijna exacte kopieën waren van Adlers, BMW's, DKW's, Harley-Davidsons, Nortons, Triumphs of Victoria's. Toch werd de Chimney geen succes: de beschikbare toleranties en metalen waren niet geschikt voor het concept en het motortje werd uiteindelijk niet gebruikt. Prototypen en alle tekeningen verdwenen.

### Model A
Haast was nu geboden, want door het mislukken van het Chimey-blokje moest er een alternatief gevonden worden. Het werd een tamelijk conventioneel tweetaktmotortje, maar het kreeg wel een roterende inlaat. De handbediende riemspanner die al op de Mikuni-blokjes was gebruikt werd gepatenteerd. Soichiro Honda ging in deze periode - zoals vaker - tegen het advies van zijn ingenieurs in door over te schakelen op drukgiettechnieken. Dat was nauwkeuriger maar ook veel duurder dan zandgieten en het vereiste massaproductie om rendabel te zijn. De kleine fabriek - niet veel groter dan een schuur - was echter niet geschikt voor massaproductie. Honda was ervan overtuigd dat de kwaliteit uiteindelijk de doorslag zou geven. Elke matrijs zou bij een externe leverancier echter 500.000 yen kosten, waardoor het personeel uiteindelijk zelf de matrijzen zou moeten produceren. Daardoor kon het project uiteindelijk gerealiseerd worden. Inwendige onderdelen zoals cilinders, carters en drijfstangen werden drukgegoten, maar de tank van het Model A was nog zandgegoten. Hoewel het proces duur was, vond Soichiro Honda dat er maar het best begonnen kon worden met het overwinnen van tegenslagen. Zo kwam in november 1947 het Honda Model A op de markt, het eerste product dat helemaal ontwikkeld en gebouwd was door het Honda Technical Research Institute, met uitzondering van de druppelvormige tank, die werd gegoten bij de Enshu Keigokin Corporation.
Het Model A begon door mond-tot-mondreclame meteen goed te verkopen. Zo goed zelfs dat dealers aan het eind van het proefrittraject op Kawashima stonden te wachten. Ze betaalden de motortjes contant en namen ze mee om ze in de grote Japanse steden te verkopen. In 1948 had Honda al 60% van de Japanse markt voor clip-on motoren in handen en het bedrijfskapitaal bedroeg een miljoen yen. 
Het Honda Model A werd in 1949 opgevolgd door het Model C.